# ناو کلاس کولن
کروزر کلاس کولن (به انگلیسی: Cöln-class cruiser) یک کلاس از کشتی است که طول آن ۱۵۵٫۵ متر (۵۱۰ فوت) می‌باشد.